# All About Eve (álbum)
All About Eve é o álbum de estreia da banda britânica All About Eve. Comercialmente, esse foi o disco mais bem sucedido da banda, alcançando a posição nº 7 na UK Albums Chart. 
Algumas das primeiras cassetes do álbum vinham com o título Flowers In Our Hair em ambos os lados da fita, diferentemente de All About Eve.
| Críticas profissionais                                                      | Críticas profissionais |
| Avaliações da crítica                                                       | Avaliações da crítica  |
| Fonte                                                                       | Avaliação              |
| --------------------------------------------------------------------------- | ---------------------- |
| Allmusic                                                                    | [ 2 ]                  |
| Esta tabela precisa de ser acompanhada por texto em prosa. Consulte o guia. |                        |

## Faixas
1. "Flowers In Our Hair"
2. "Gypsy Dance"
3. "In the Clouds"
4. "Martha's Harbour"
5. "Every Angel"
6. "Like Emily"
7. "Shelter from the Rain"
8. "She Moves Through the Fair"
9. "Wild Hearted Woman"
10. "Never Promise (Anyone Forever)"
11. "Apple Tree Man"
12. "What Kind of Fool"
13. "In the Meadow"
14. "Lady Moonlight"